# The Lucky One – Für immer der Deine
The Lucky One – Für immer der Deine (Originaltitel: The Lucky One) ist ein US-amerikanisches Filmdrama aus dem Jahr 2012. Es ist die Literaturverfilmung des gleichnamigen Bestsellers von Nicholas Sparks mit Zac Efron in der Hauptrolle.

## Handlung
Der US-Marines-Sergeant Logan Thibault kehrt von seinem Einsatz im Irak zurück. Er ist davon überzeugt, dass das Bildnis einer Frau, die er nicht kennt, sein Leben gerettet hat. Er findet heraus, dass die Frau Beth heißt und zusammen mit ihrer Großmutter Elli eine Hundepension betreibt. Dort nimmt er einen Job als Hilfsarbeiter an, ohne Beth den wahren Grund seines Kommens zu sagen. Beth misstraut ihm am Anfang und hat ihre Probleme mit ihm. Es dauert aber nicht lange und sie verlieben sich ineinander.
Doch die Liebe wird durch Logans Geheimnis und Beths labilen Ex-Mann bedroht, der in der Kleinstadt als Polizist arbeitet. Dieser lässt keine Gelegenheit aus, Beth seine Macht zu demonstrieren. So fordert er sie auf, Logan wegzuschicken, weil er sonst aufgrund seiner Beziehungen dafür sorgen werde, dass er das alleinige Sorgerecht für ihren gemeinsamen Sohn Ben bekäme. Sie fügt sich dieser Drohung und trennt sich von Logan. Elli hingegen, die auf Beths Seite steht und sofort bemerkt hatte, dass Logan ihr gut tut, fordert sie auf zu kämpfen und sich nicht alles gefallen zu lassen. Das tut sie, bietet ihrem Exmann die Stirn und holt Logan zurück. Da sich auch ihr Sohn gut mit Logan versteht, scheint ihr Glück perfekt.
Beth und Logan genießen ihre Verliebtheit, doch als Keith herausfindet, dass Logan gezielt nach Beth gesucht hatte, denunziert er Logan bei seiner Exfrau, die ihn nun für einen Stalker hält. Allerdings gibt sie ihm auch die Chance sich zu rechtfertigen, und so spricht er mit ihr über seine Erlebnisse im Krieg: Nach einem Angriff habe er zufällig Beths Foto gefunden, und die junge Frau sei ihm vorgekommen vor wie ein Engel in der Hölle. So überlebte er Situationen, die aussichtslos erschienen, und er schwor sich, der Frau dafür zu danken, dass sie ihm unwissentlich das Leben gerettet habe. Das Foto hatte Beths Bruder verloren, der nicht aus dem Irak-Krieg zurückgekehrt war. Trotz dieser Erklärung trennt Beth sich von Logan. Zusätzlich wird er von Keith provoziert, der ihn beleidigt und mit seiner Dienstwaffe bedroht. Anstatt sich zu verteidigen, erträgt Logan souverän die Herausforderung. Keith dagegen kann mit dieser Erniedrigung nur schlecht umgehen und bedroht Beth bei der nächsten Gelegenheit. Ihr Sohn Ben kann das nicht mit ansehen und läuft aus dem Haus. Da gerade ein Unwetter tobt, gerät er in Lebensgefahr, als er in den nahen Fluss fällt. Logan kommt hinzu und kann den Jungen retten, während Keith, der seinem Sohn ebenfalls helfen wollte, in den Fluten umkommt. Beth versöhnt sich mit Logan und bittet ihn, für immer bei ihr zu bleiben.

## Hintergrund

### Vorproduktion
Im April 2009 wurde bekannt, dass Nicolas Sparks Roman Für immer der Deine fürs Kino verfilmt wird. Eineinhalb Jahre später wurden Zac Efron und Taylor Schilling für die Hauptrollen besetzt. Während das Drehbuch geschrieben wurde, war noch geplant, die Rolle des Logan Thibault an Ryan Gosling zu vergeben. Als alternative Besetzungen für die weibliche Hauptrolle waren Abbie Cornish sowie Katie Cassidy im Gespräch.

### Dreharbeiten
Die Dreharbeiten begannen am 13. Oktober 2010 und endeten am 21. Dezember 2010. Die Filmaufnahmen wurden in New Orleans aufgezeichnet. Das Budget betrug etwa 25 Millionen US-Dollar.

### Veröffentlichung
Bevor der Film in den Kinos der USA zu sehen war, wurden Testvorführungen in Militäreinrichtungen gezeigt. Der Film wurde am 20. April 2012 in den USA veröffentlicht. Tags zuvor war er bereits in diversen anderen Ländern zu sehen. In Deutschland und Österreich kam der Film am 26. April 2012 ins Kino und ist in den deutschen Kinocharts hinter American Pie: Das Klassentreffen und Marvel’s The Avengers auf Platz 3 eingestiegen. Am 31. August 2012 veröffentlichte Warner Home Video den Film in Deutschland auf DVD und Blu-ray Disc mit einer FSK-12-Freigabe.
Am Eröffnungswochenende spielte der Film in den US-amerikanischen Kinos über 22,5 Millionen US-Dollar ein. Weltweit beliefen sich die Einnahmen umgerechnet auf knapp 60,5 Millionen US-Dollar.

## Deutsche Synchronfassung
Die deutsche Synchronbearbeitung entstand bei RC Production in Berlin.
| Darsteller              | Deutscher Sprecher | Rolle             |
| ----------------------- | ------------------ | ----------------- |
| Zac Efron               | Daniel Schlauch    | Logan             |
| Taylor Schilling        | Sonja Spuhl        | Beth              |
| Douglas M. Griffin      | Matthias Rimpler   | Barkeeper         |
| Riley Thomas Stewart    | David Kunze        | Ben               |
| Ann Mckenzie            | Marianne Groß      | Charlotte Clayton |
| Joe Chrest              | Frank Röth         | Deputy Moore      |
| Blythe Danner           | Judy Winter        | Ellie             |
| Jay R. Ferguson         | Martin Kautz       | Keith Clayton     |
| Ritchie Montgomery      | Hans Hohlbein      | Landhausvermieter |
| Courtney J. Clark       | Victoria Sturm     | Logans Schwester  |
| Reverend Dustin Bergene | Matthias Klages    | Pastor            |
| Sharon Conley           | Peggy Sander       | Rektorin Miller   |
| Adam LeFevre            | Frank-Otto Schenk  | Richter Clayton   |
| Russell Durham Comegys  | Nicolas Böll       | Roger Lyle        |

## Soundtrack
| Nr. | Titel                         | Interpret             |
| --- | ----------------------------- | --------------------- |
| 1.  | You Know It’s True            | Jules Larson          |
| 2.  | All The World (I Tell Myself) | Correatown            |
| 3.  | You Got What I Need           | Joshua Radin          |
| 4.  | Count Me In                   | Early Winters         |
| 5.  | If I Run                      | Voxhaul Broadcast     |
| 6.  | What I Wouldn’t Do            | A Fine Frenzy         |
| 7.  | Wasted Generation             | Mayfield              |
| 8.  | Hold On You                   | Ponderosa             |
| 9.  | When I Feel                   | Mayfield              |
| 10. | Dance Everyday                | Terrance Simien       |
| 11. | Over The Bend                 | Hilmar Örn Hilmarsson |
| 12. | The Story                     | Brandi Carlile        |

## Kritik
Kino.de kam zu dem Urteil: „Bewegendes, bittersüßes Drama und Liebesgeschichte ist diese neueste Verfilmung eines Nicholas-Sparks-Bestsellers, der u. a. bereits zu ‚Message in a Bottle‘ und ‚Das Leuchten der Stille‘ die Vorlagen lieferte. Hier inszenierte der für „Shine – Der Weg ans Licht“ Oscar-nominierte Regisseur Scott Hicks Mädchenschwarm Zac Efron als attraktiven Hauptdarsteller. Eine vielversprechende Kombination.“
cineman.ch urteilte: „Mit Shine oder Snow Falling on Cedars hat Regisseur Taylor Hicks Talent für Dramen bewiesen, aber auch er kann aus dieser seichten Vorlage kein tiefgründiges Meisterwerk machen. The Lucky One ist in grossartige Stimmungsbilder des ländlichen Lousiana getaucht. Aber all die visuelle Poesie täuscht nicht über die seltsame Besetzung hinweg.“
Lena Kettner von Kinozeit.de meinte: „Auf dem Weg zum vorhersehbaren Hollywood-Happy-End lässt dieser Film kein Klischee aus.“
Bei Wessels-Filmkritik schrieb Antje Wessels: „Machen wir uns nichts vor: im Grunde ist „The Lucky One – Für immer der Deine“ die Hollywood-Version eines x-beliebigen Rosamunde-Pilcher-Filmes. Dass dieses Genre boomt beweist allwöchentlich der Blick in die Fernsehzeitung“. „Die Story funktioniert nach dem Schema-F, welches alle Sparks-Verfilmungen verfolgen“ und „in uns allen mehr oder weniger vorhandenen Durst nach Kitsch und unterhalten so auf eine eigentlich recht billige, da berechenbare Art und Weise. Denn der Unterschied zwischen Sparks‘ Romanzen und anderer Romantik-Kost aus Hollywood ist schlicht: seine Filme, so auch der hier besprochene, möchten dem Zuschauer mit aller Gewalt die Gefühle eintrichtern, die das Protagonistenpaar in der jeweiligen Szenerie verspürt. Mithilfe von punktgenau eingesetzten Musiken und aufdringlichem Farb- und Lichtspiel versteht auch der weniger romantikaffine Zuschauer, wann er welche Szenerie wie zu finden hat. “

## Auszeichnungen
Teen Choice Awards 2012

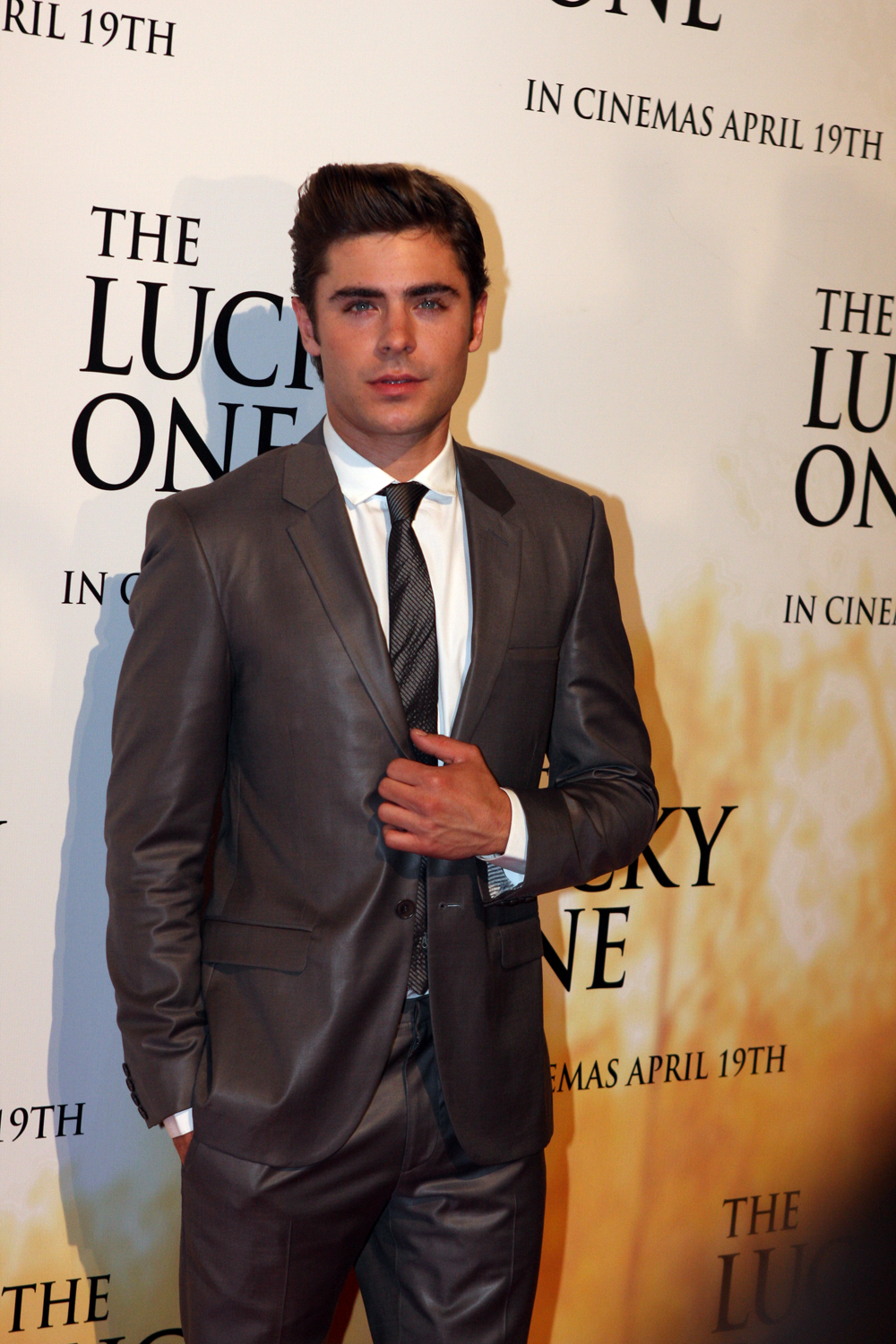
Zac Efron bei der Weltpremiere des Films in Sydney

- Teen Choice Award in der Kategorie Choice Movie: Drama
- Teen Choice Award in der Kategorie Choice Movie Actor: Drama für Zac Efron
- Teen Choice Award in der Kategorie Choice Movie Actor: Romance für Zac Efron
- Teen Choice Award in der Kategorie Choice Movie Actress: Romance für Taylor Schilling
- Nominierung in der Kategorie Choice Movie: Romance
- Nominierung in der Kategorie Choice Movie Liplock für Zac Efron und Taylor Schilling

Young Artist Awards 2013
- Nominierung in der Kategorie Bester Schauspieler in einem Spielfilm – zehn Jahre oder jünger für Riley Thomas Stewart

People’s Choice Award 2013
- People’s Choice Award in der Kategorie Favorite Dramatic Movie Actor für Zac Efron
- Nominierung in der Kategorie Favorite Dramatic Movie

BMI Film & TV Award 2013
- BMI Film & TV Award in der Kategorie Film Music für Mark Isham